# Rimbach (Moosthenning)

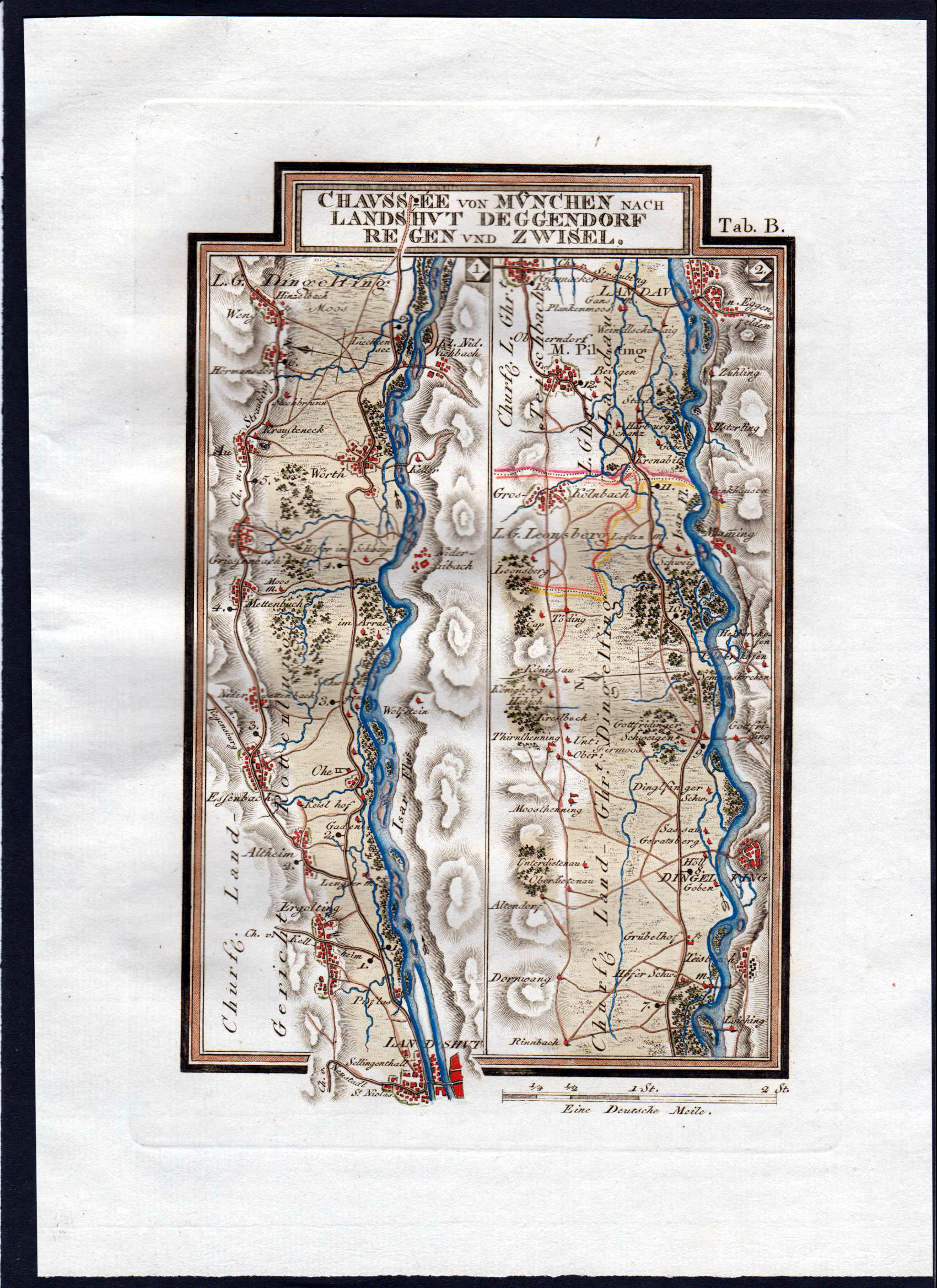
Rinnbach rechts unten auf der Karte von Adrian von Riedl (1796)

Rimbach ist ein Ortsteil der Gemeinde Moosthenning im niederbayerischen Landau.

## Geschichte
Rimbach war eine Gemeinde im ehemaligen Landkreis Dingolfing. Bei der vorübergehenden Auflösung der Gemeinde Mühlhausen im Jahre 1944 kam deren Ortsteil Ottending zur Gemeinde Rimbach. Drei Jahre später wurde die Gemeinde Mühlhausen wieder hergestellt, Ottending wurde von Rimbach wieder abgetrennt.
Die Gemeinde Rimbach wurde bereits am 1. Januar 1972, also frühzeitig im Zuge der Gebietsreform in Bayern, zusammen mit der östlichen Nachbargemeinde Dornwang in die weiter im Osten liegende Gemeinde Lengthal eingemeindet, die ihrerseits mit dem Abschluss der Gebietsreform am 1. Mai 1978 nach Moosthenning eingegliedert wurde.
Die Gemeinde Rimbach hatte eine Fläche von 829,53 Hektar und besteht als Gemarkung innerhalb der Gemeinde Moosthenning fort. Neben dem Kirchdorf Rimbach gehörten die Weiler Neukreith und Dreifaltigkeitsberg (mit Wallfahrtskirche) zur Gemeinde. Zum Zeitpunkt der Volkszählung vom 25. Mai 1987 hatte das Dorf Rimbach 248 Einwohner, Neukreith 14 Einwohner und Dreifaltigkeitsberg 8 Einwohner. Damit lebten 270 Einwohner im ehemaligen Gemeindegebiet.
Kirchlich gehörte Rimbach mit dem Filial-Gotteshaus St. Nikolaus bis 2001 zur Pfarrei Hofdorf (Gemeinde Mengkofen) und seither zur Expositur Dreifaltigkeitsberg der Pfarrei Ottering (Gemeinde Moosthenning) im Dekanat Dingolfing.
Die Stockbahnhalle beim Sportplatz südlich der Wenger Straße beherbergt auch das Gemeinschaftshaus des Ortsteils Rimbach.
Rimbach ist die älteste Siedlung im heutigen Gemeindegebiet von Moosthenning. Der Ortsname wird aus dem Keltischen hergeleitet und bedeutet dort „Rand“ oder „Grenze“. Die erste Siedlung dürfte vor rund 2000 Jahren angelegt worden sein. Flurnamen wie Weingericht, Weinacker, Weinberg, Hopfenacker und Hopfengarten deuten auf einen früheren Anbau von Wein und Hopfen hin (um das Jahr 1100).
1609 erwarb Georg Grießmair, Rentmeister zu Straubing, in dem landgerichtlichen Ort einen Besitz. Mit Erlass vom 1. Juli 1611 wurde ihm die Edelmannsfreiheit für sich und seine männlichen Erben verliehen. Der Grießmaierhof wird noch 1794 ausdrücklich als Sitz bezeichnet. Zum Grießmaierhof gehörten 1639 noch fünf Sölden. Es ist vermutlich der Hof, der nach der späteren Herrschaft den Hausnamen „beim Thrainpaur“ führte. Die Erben des Georg Grießmair verkauften 1635 ihren Besitz an Philipp Trainer. Die Trainer waren hier bis 1699. Danach kam das Gut an Philipp Leopold Anton von Oberndorf(f), Herr zu Regendorf und Hörmannsdorf; er durfte aber als „ausländischer Cavalier“ die Niedergerichtsbarkeit nicht ausüben. Am 4. Juli 1735 wurde der Besitz an Franz Carl Ignaz Freiherr von Heydorn zu Rimbach und Hörmannsdorf, Gartenried und Niederulrain verkauft († 4. März 1750). Danach folgt bis zum 1. März 1772 Graudenz Freiherr von Heydorn zu Hörmannsdorf, Moosberg und Rimbach. Ab 1773 ist hier Maria Theresia Franziska Antonia Freifrau von Etzdorf, geb. Gräfin Lamberg, ihr folgt Maria Christina Reichsfreiin von Etzdorf auf Sahlhof und Rimbach. Auf dem Erbweg kommt der Besitz ab dem 27. März 1784 an Benigna Reichsfreiin von Leoprechting, geb. Reichsfreiin von Etzdorf zu Allhartsmais.

## Bildergalerie

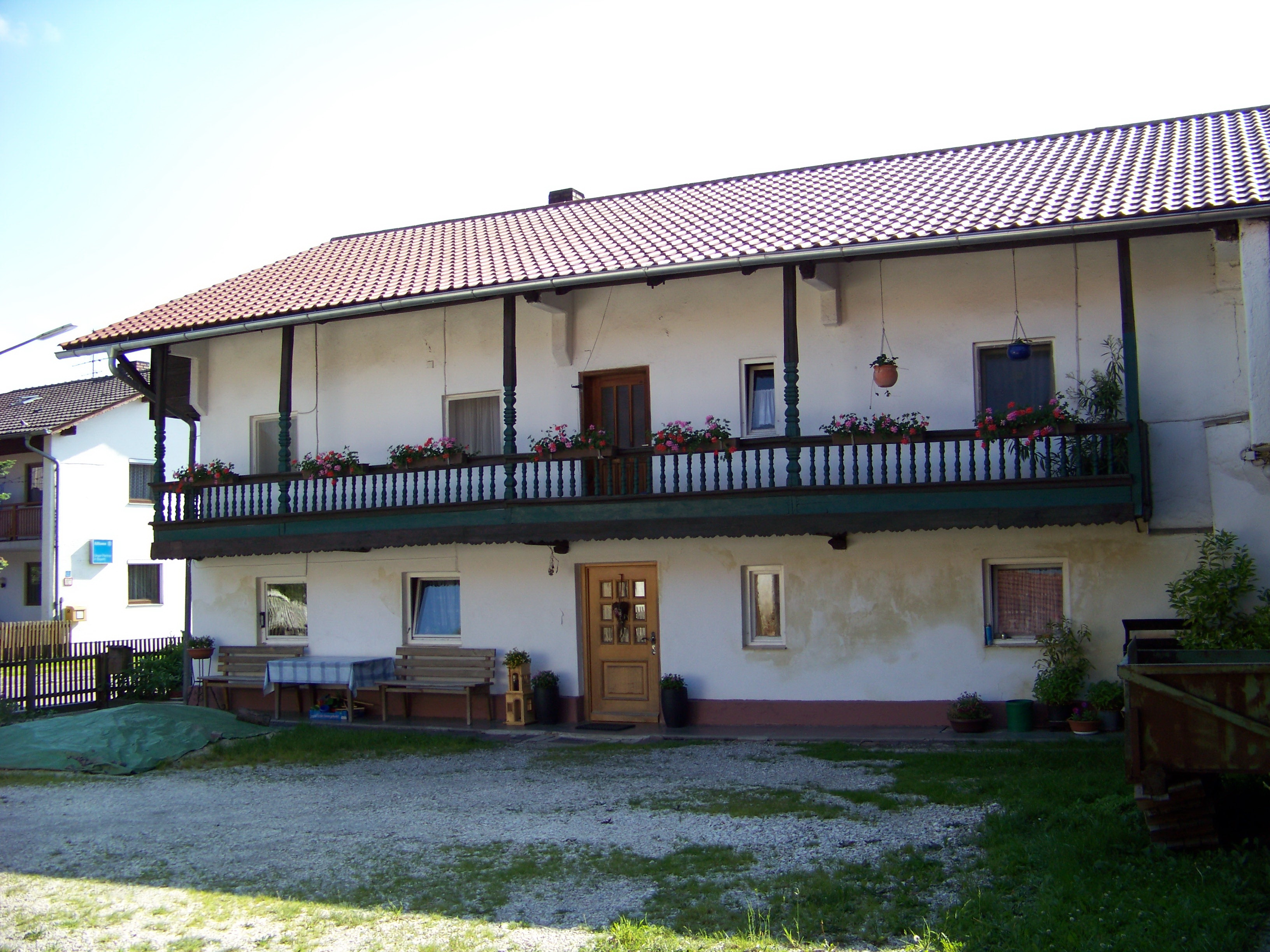
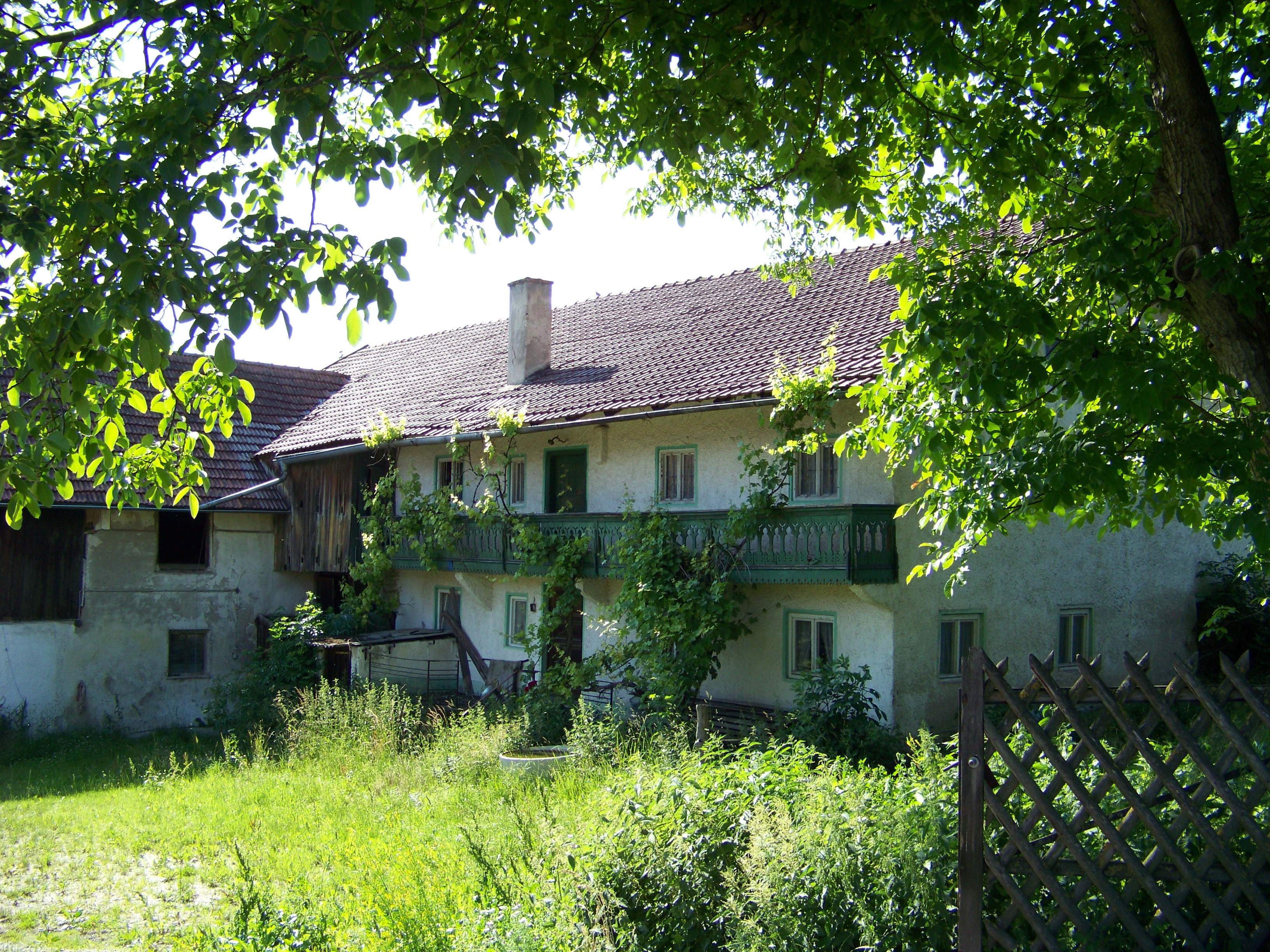
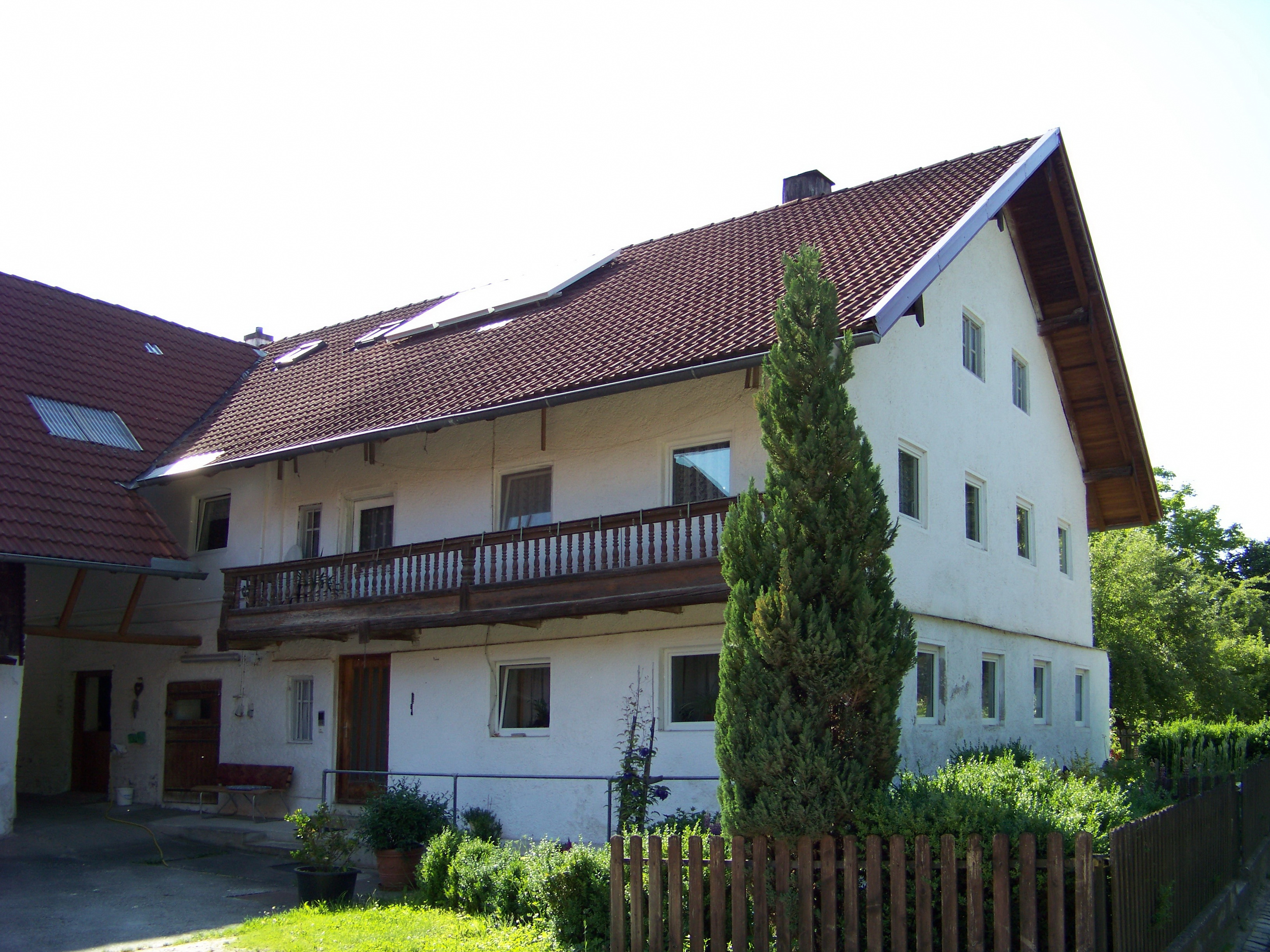
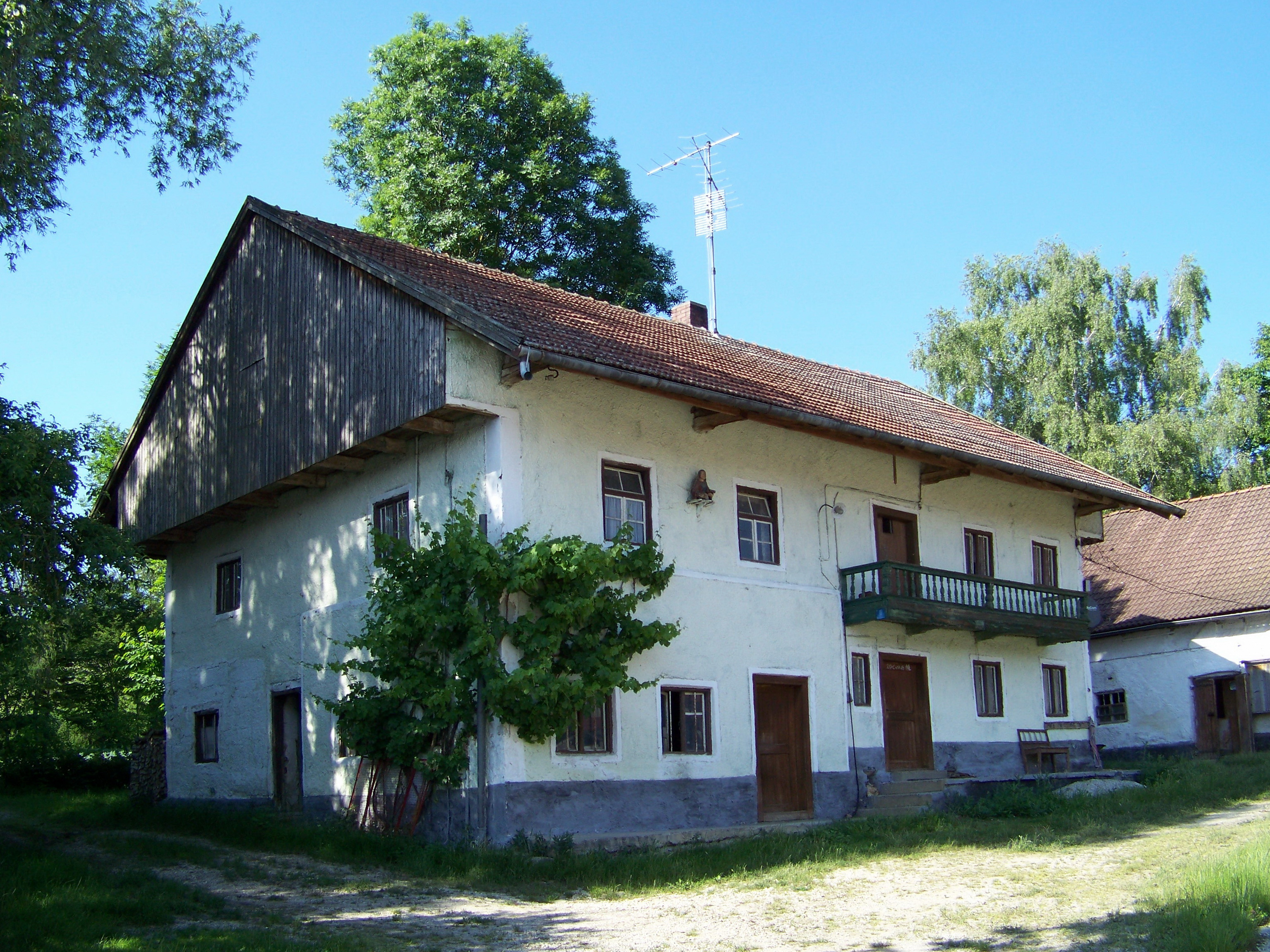
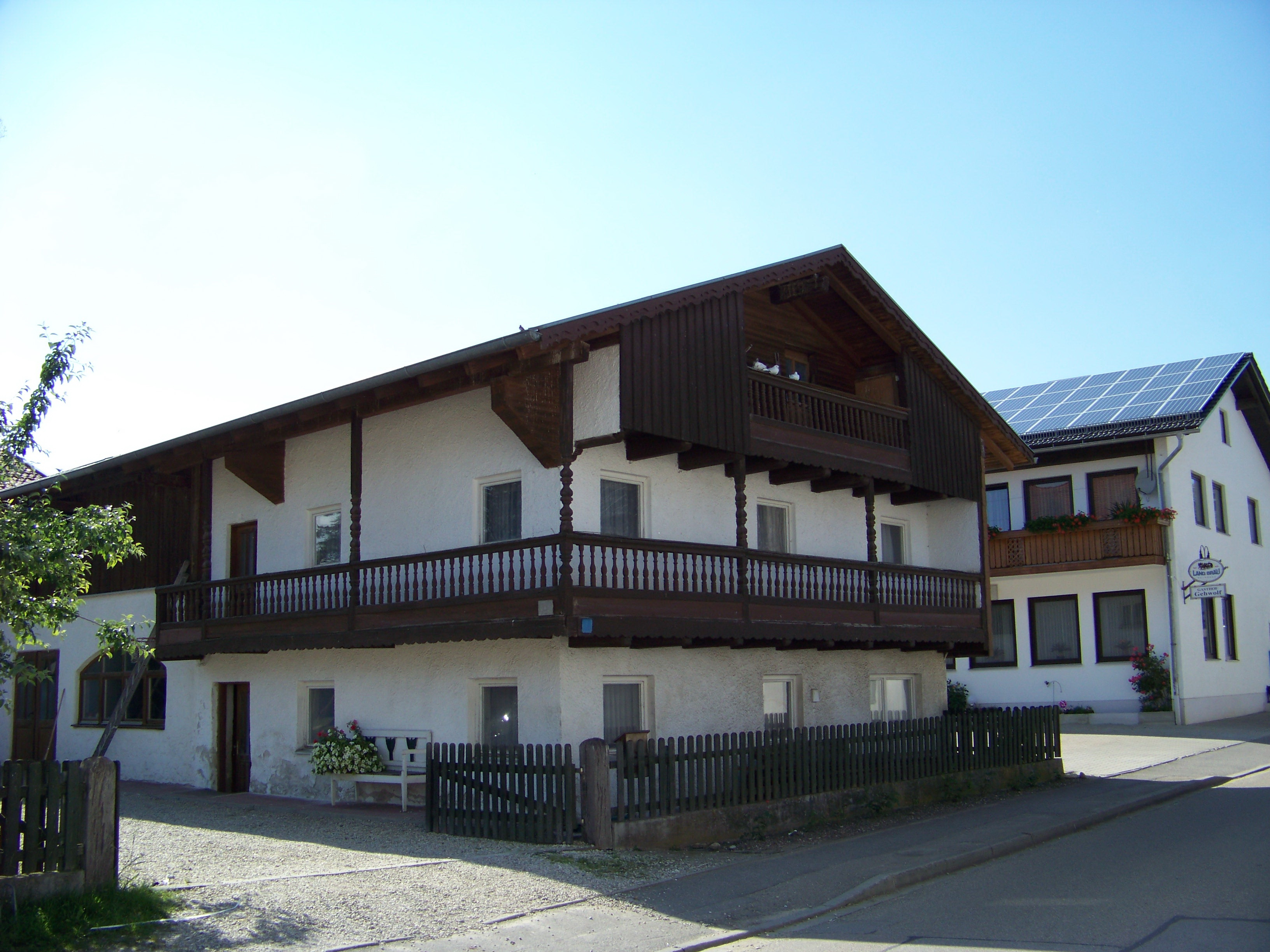
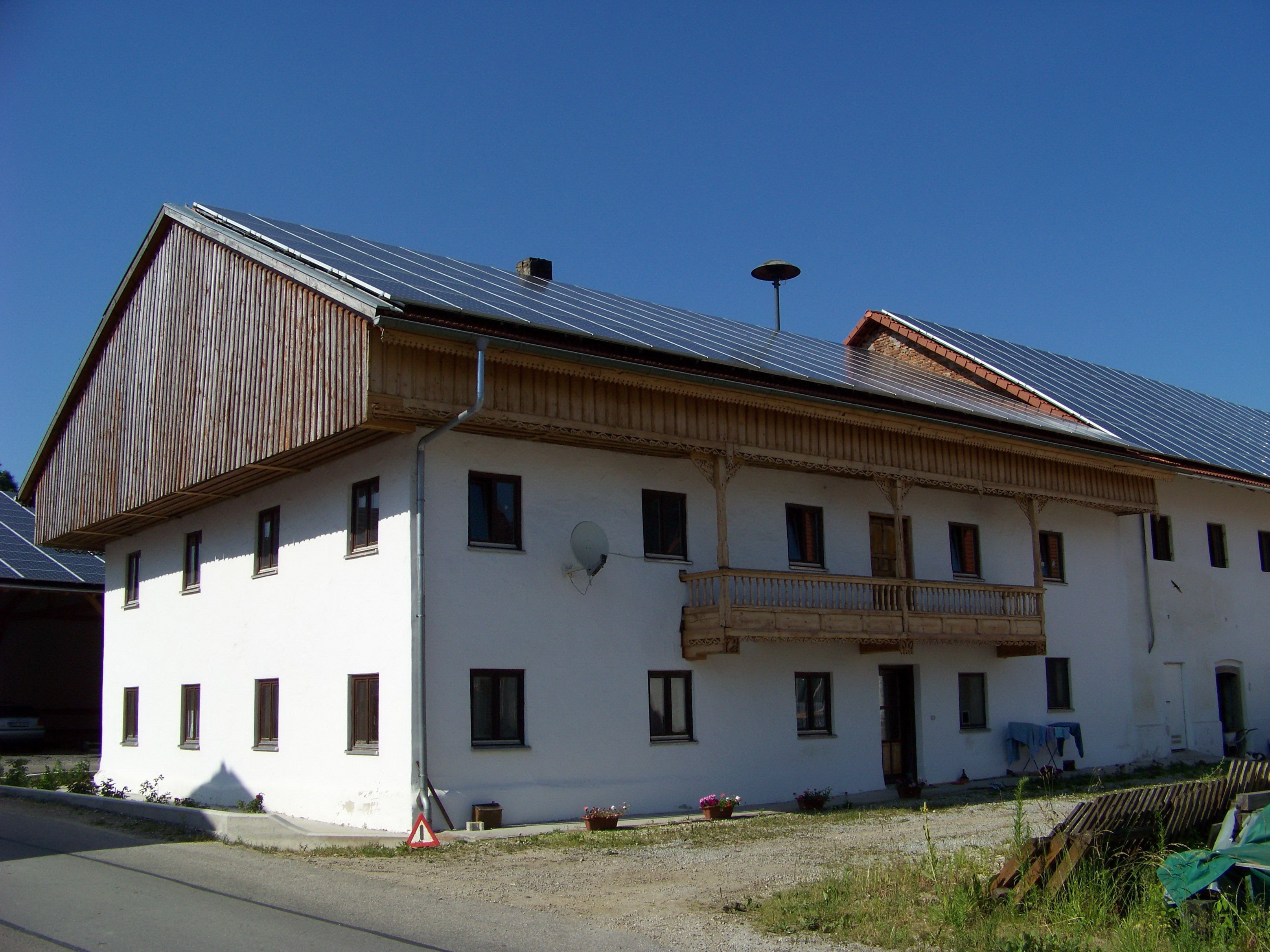

Denkmalgeschützte Bauernhäuser: